# Świątynia Maski

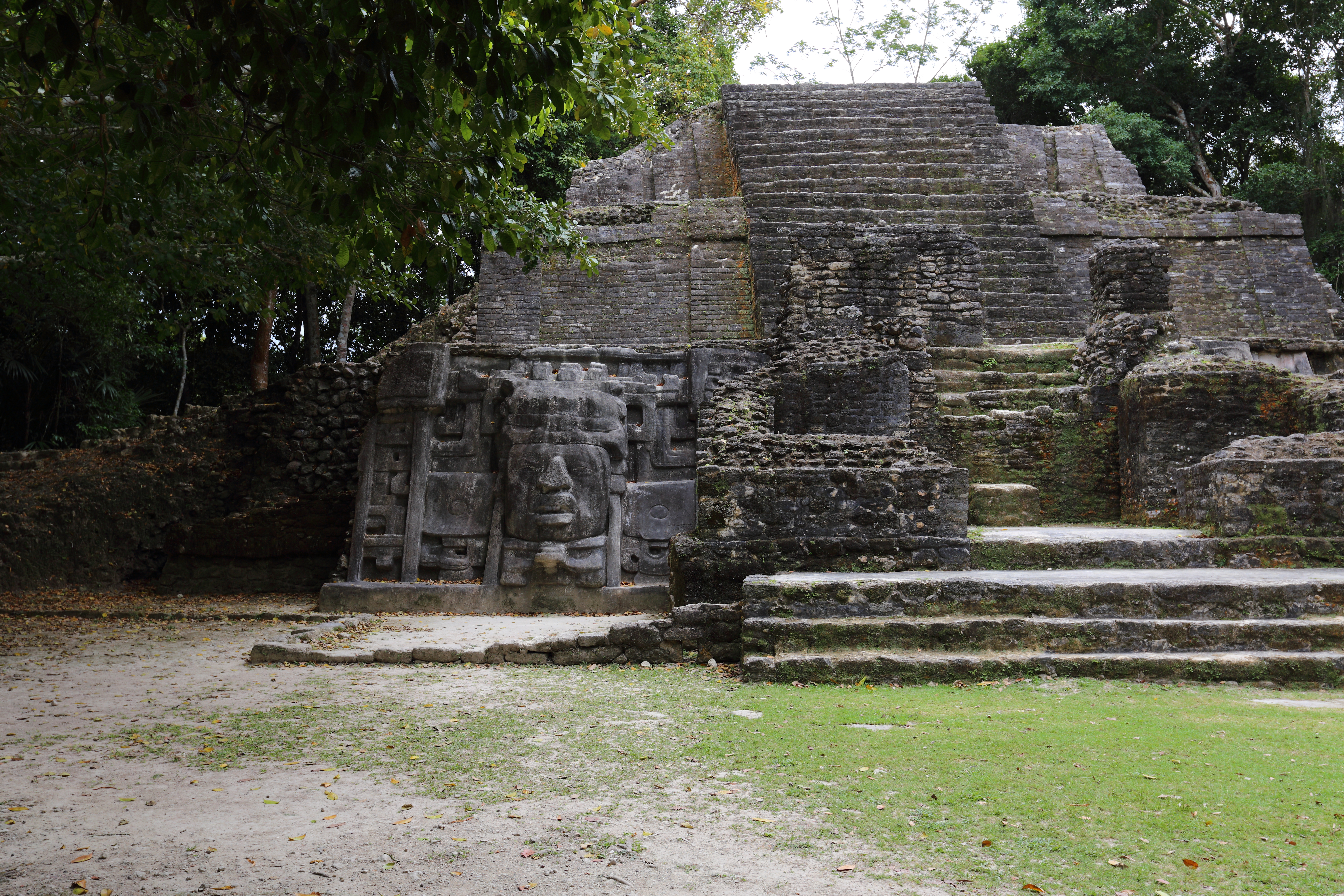
Świątynia Maski

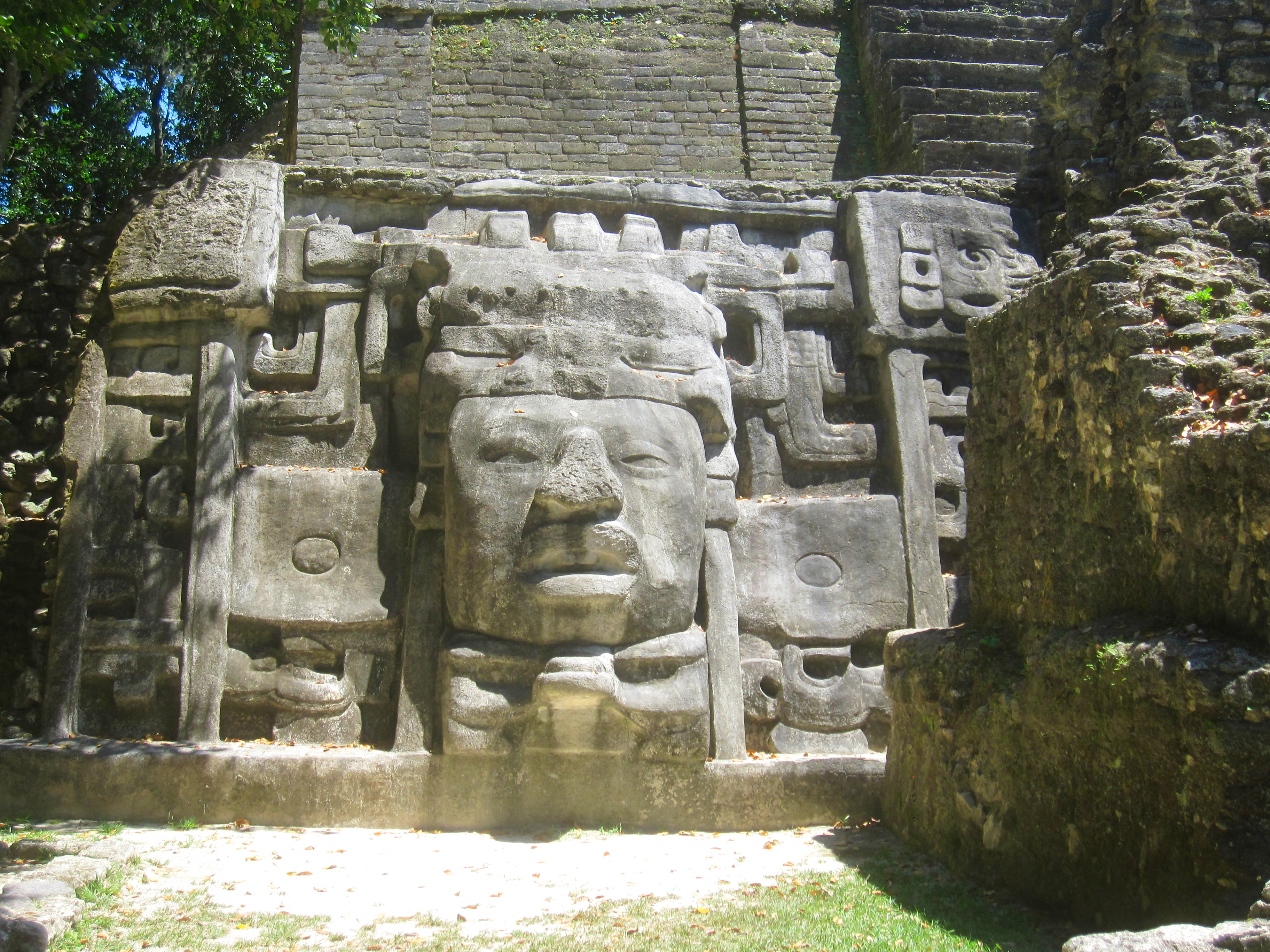
Jedna z masek

Świątynia Maski lub Lamanai Structure N9-56 (hiszp. Templo de los Mascarones) – prekolumbijska majańska świątynia położona w Lamanai w Belize. Jej nazwa wywodzi od dwóch ogromnych wapiennych masek, znajdujących się na dolnym tarasie przy głównych schodach. 
Budowlę najprawdopodobniej zaczęto wznosić ok. 200 roku p.n.e. i na przestrzeni wieków poddawano modyfikacjom. Ostatnia faza budowy datowana jest na lata 550-650 n.e. Do jej budowy użyto wapiennych bloków, które połączono ze sobą zaprawą, a następnie obłożono cienką warstwą wapiennego tynku oraz stiuku. W połowie V wieku świątynia została gruntownie przebudowana, by mogła pełnić funkcję grobowca. W dwóch kryptach spoczęły szczątki zarówno mężczyzny jak i kobiety. Wraz z nimi złożono dużą liczbę jadeitowych artefaktów, ceramiki oraz ozdób z muszli i drewna. Datowanie naczyń wykazało, że powstały one ok. VI wieku, jednak nie wiadomo, czy pierwszy grób należał do kobiety, czy mężczyzny. Niewielki przedział czasowy sugeruje, że jedna osoba zastąpiła drugą w roli władcy Lamanai. Rozpatruje się trzy możliwości, pierwsza wskazuje, że władczynią była kobieta, którą po śmierci zastąpił małżonek. Wskazywać na to może ulokowanie jej grobowca w centrum świątyni. Druga, że było to rodzeństwo, a według trzeciej jedna z osób była rodzicem drugiej, choć jest to najmniej prawdopodobna teoria ze względu na wiek zmarłych i bliski czas obu pochówków.
Na wprost świątyni znajduje się Stela 1 datowana na ok. 625 roku n.e. W późnym okresie postklasycznym, kiedy to świątynia była już w ruinie, dobudowano u jej podstawy kilka małych platform, a na centralnej z nich przeniesiono stelę.
Kamienne maski, podobnie jak całą budowlę, wykonano w wapieniu, choć powszechniejszą techniką w ówczesnym okresie było formowanie ze stiuku. Mierzą 4,2 m wysokości i prawdopodobnie przestawiają jednego z pierwszych władców Lamanai. Ich wygląd wskazuje na olmecki wpływ, gdyż przedstawiona postać ma wydatne usta z zadartą górną wargą oraz szeroki, płaski nos. Maski pochodzą z późniejszego okresu niż sama świątynia i zostały do niej dodane na przełomie V i VI wieku n.e.